# Certificados de Capital de Desarrollo
Los Certificados de Capital de Desarrollo (CKDs o CCDs, por sus siglas) son instrumentos financieros mexicanos colocados por la Bolsa Mexicana de Valores que pertenecen al Mercado de Capital de Desarrollo y sirven como vehículo para el financiamiento de actividades y proyectos de sectores con rendimientos a largo plazo, como la infraestructura, la minería y las comunicaciones, entre otros.
Estos títulos surgieron en 2009, junto con el cambio en la normatividad de la Comisión Nacional del Sistema de Ahorro para el Retiro, debido a la necesidad de ingresar al mercado financiero la gran masa monetaria de las AFORES y por la falta de liquidez por parte de las empresas de Desarrollo. De esta manera, fungen como otra alternativa más para el portafolio de los inversionistas mexicanos.

## Definición
El portal de la Bolsa Mexicana de Valores define a los CKD o CCD como “Títulos o valores fiduciarios destinados para el financiamiento de uno o más proyectos, mediante la adquisición de una o varias empresas promovidas, principalmente en sectores como el de la infraestructura, inmobiliarios, minería, empresariales en general y desarrollo de tecnología”.
En el reglamento interior que rige a la Bolsa Mexicana de Valores estipula que se entenderá para su régimen y funcionamiento como Certificados de Capital de Desarrollo:
“Los títulos fiduciarios a plazo determinado o determinable emitidos por fideicomisos con rendimientos variables e inciertos y, parcial o totalmente vinculados a activos subyacentes fideicomitidos, cuyo propósito sea la inversión que permita el desarrollo de actividades o la realización de proyectos de sociedades o bien, la adquisición de títulos representativos de capital social de sociedades"
Estos valores son emitidos por fideicomisos y de esta manera se canalizan recursos de inversión a sectores y actividades con un potencial de crecimiento a largo plazo. Los proyectos pueden ser nuevos, encontrarse en etapa de desarrollo, o bien pueden ser proyectos que ya se encuentran en estado de operación.

## Características
Los Certificados de Capital de Desarrollo comparten atributos con otros instrumentos del mercado financiero, sin embargo se pueden diferenciar por las siguientes características:
- A diferencia de las acciones, los Certificados de Capital de Desarrollo cuentan con un plazo de liquidación o vencimiento fijo que puede ser hasta de 50 años.[6]
- Los CKD son valores fiduciarios destinados al financiamiento de proyectos de rendimiento a largo plazo, tales como:
  - Infraestructura, que incluye aeropuertos, puertos, carreteras, ferrocarriles, agua potable, electricidad, comunicaciones.
  - Proyectos inmobiliarios
  - Minería
  - Empresariales en general
  - Proyectos de generación de tecnología
  - Proyectos de capital privado[7]
- No cuentan con un valor nominal debido a que el Emisor no está obligado a pagar a los tenedores y solo se utiliza como valor de referencia. Los rendimientos de estos instrumentos son variables e inciertos y dependen directamente del usufructo y beneficio de cada proyecto.
- A diferencia de los Títulos de Deuda, los CKD no están respaldados por un pasivo, sino que representan una parte del capital de los activos de la empresa a la que financian. Esta es la razón por la que no están sujetos a una calificación crediticia.[8]
- Al igual que los demás instrumentos financieros, deben cumplir con las leyes establecidas por la CNBV sobre revelación de información
- A diferencia de los FIBRA (Fideicomisos de Inversión en Bienes Raíces) que están abiertas a todo el público inversionista, los CKD solo se pueden emitir a un mínimo de 20 inversionistas calificados. Este hecho hizo atractiva la inversión para las Afores, aseguradoras, fondos, organizaciones.[9]

## Antecedentes
Los CKD surgen en el 2009 debido a las necesidades de liquidez y falta de medios de financiamiento, en especial para los proyectos de desarrollo con los que es incierto el nivel de rendimiento y que si se alcanza, es a largo plazo. El financiamiento por créditos, entonces, era más selectivo y por otro lado, crecía la necesidad de colocar la gran cantidad de dinero reunida por las AFORES y que no podían volverlo productivo, cosa que evolucionó con la reforma a las leyes de la CONSAR.
El financiamiento de proyectos de alto riesgo ha sido en especial difícil en todo el mundo, pero las bolsas de valores de los países han podido desarrollar instrumentos para financiar e impulsar el desarrollo. Algunos de ellos, y que corresponden homólogamente a los CKD, son:

### Income Trusts
Los income trusts son el homólogo de los CKD para el mercado de valores canadiense. Se trata de un apartado en la Bolsa de Valores de Toronto en la que están enlistados todos los instrumentos de capital. Al igual que los Certificados, está basado en un fideicomiso que invierte en compañías o activos productivos.
Existen en la Bolsa de Valores de Toronto (TSX, por sus siglas en inglés) tres tipos de Income Trust:
- Business trusts (de negocios), fondo de inversión en el que por lo general se financia un negocio individual o una compañía  específicamente, a diferencia de otros fondos de inversión que manejan un amplio portafolio.
- Energy (oil & gas royalty, power & pipeline) trusts, son vehículos de inversión que incluyen el desarrollo, adquisición y/o producción de petróleo y reservas de gas.
- Real Estate Investment Trust (REIT’s), son los instrumentos de inversión inmobiliaria clásicos, nacidos en los años 60´s y constituyen uno de los primeros antecedentes de los fondos de inversión en infraestructura y desarrollo. Inicialmente se ocupaban de otorgar rendimientos por la renta y administración de inmuebles como centros comerciales, edificios industriales y desarrollos de vivienda.[12]

### Specialist Fund Market
El specialist fund market es un fondo especializado del mercado inglés. Se trata de un apartado de la Bolsa de Valores de Londres que, al igual que los CKD, está dirigido especialmente a inversionistas calificados e institucionales y financia proyectos especializados entre los que se encuentran desarrollos inmobiliarios, parques, centros comerciales, empresas manufactureras, etc.

### Infrastructure Funds
Fondos de Infraestructura son valores colocados por la Bolsa de Valores de Australia mediante los cuales se financian proyectos como la creación de autopistas, aeropuertos y vías de ferrocarril. A diferencia de otros instrumentos financieros, los fondos de inversión son esencialmente públicos, por lo que cuentan con una gran seguridad de rendimiento debido a la baja competencia en el sector de infraestructura.

### Special Purpose Acquisition Company
Special Prupose Acquision Company (SPAC´s) son vehículos alternativos de inversión, existen en la Bolsa de Valores de Nueva York y en otras bolsas de valores alrededor del mundo, y mediante los cuales se ponen a disposición del público inversiones en capital de inversión o capital de riesgo, en especial para operaciones como compras apalancadas o Buy-outs.

## Marco legal
El riesgo que implica la emisión y adquisición de este tipo de certificados también significa una gran responsabilidad hacia la regulación para que funcionen de manera adecuada. Es por eso que la Secretaría de Hacienda y Crédito Público (SHCP), apoyada en la Comisión Nacional Bancaria y de Valores (CNBV) y ésta a su vez apoyada por la Bolsa Mexicana de Valores (BMV), realizaron en conjunto una reforma al “Reglamento Interior de la Bolsa Mexicana de Valores” con el fin de que los nuevos instrumentos financieros quedaran acotados por un marco legal que asegurara su funcionamiento. La reforma fue titulada “Regulación en materia de gobierno corporativo y obligaciones de divulgación de información aplicables a las emisiones de CKD´s” e inició su vigencia en agosto del 2009.

### Disposiciones aplicables a las emisoras
El 22 de julio de 2009 se publicó en el Diario Oficial de la Federación la resolución sobre la modificación de las disposiciones de carácter general aplicables a las emisoras de valores y a otros participantes del mercado de valores. En las que se establecen los actores del fideicomiso y las prácticas y regulaciones para su gobierno corporativo. Los órganos de este gobierno se asemejan a los órganos de las SAB

Asamblea General de Tenedores
Es el órgano superior del fideicomiso y se forma con aquellos que representen por lo menos el 20% del patrimonio del fideicomiso, según las disposiciones aplicables “Que la asamblea general de tenedores deberá reunirse para, en su caso, aprobar las inversiones o adquisiciones que pretendan realizarse”. Sus resoluciones serán encargadas al Comité Técnico para su realización.
- Se estipula bajo estas disposiciones que cuando en lo individual o de manera conjunta se represente el 10% del patrimonio del fideicomiso, el o los tenedores podrán solicitar al representante común que convoque a una asamblea de tenedores. Así como aplazar 3 días cualquier decisión que requiera una mayor información
- Cuando se alcance el 20% del valor de los títulos fiduciarios, es posible a esos tenedores oponerse a las resoluciones que tome la asamblea general.*+
- Se necesita al menos el 10% del valor de los títulos en circulación para que los tenedores propietarios sean capaces de elegir o revocar puestos en el Comité técnico.

Comité Técnico
El comité técnico en analogía con la Sociedad Anónima Bursátil, correspondería al Consejo de Administración. Se encarga de cumplir las resoluciones de la Asamblea de Tenedores. Tiene como máximo 21 miembros y al menos el 25% de ellos debe ser independiente. Aquí podrán formar parte, el fideicomitente, el representante común y el administrador del patrimonio del fideicomiso.
- El comité fijará políticas conforme a las cuales se invertirá el patrimonio fideicomitido
- Aprobará adquisiciones o enajenación de activos bienes o derechos con el valore igual al 5% del patrimonio del fideicomiso
- Establecer los términos con los que se ajustará el administrador del patrimonio del fideicomiso.

### Regulación del fideicomiso
La figura legal sobre la que se fundamentan los Certificados de Capital de Desarrollo es el fideicomiso, y para México, está integrada en la Ley General de Operaciones y Títulos de Crédito; en el Título Segundo, Capítulo V, sección primera, la cual define:
“En virtud del fideicomiso, el fideicomitente transmite a una institución fiduciaria la propiedad o la titularidad de uno o más bienes o derechos, según sea el caso, para ser destinados a fines lícitos y determinados, encomendando la realización de dichos fines a la propia institución fiduciaria”.
Toda la sección primera de dicha Ley, regula esta figura jurídica bajo la que se cimientan los instrumentos financieros de Desarrollo, como CKD y FIBRA.

### Regulación de las emisoras de títulos fiduciarios
En cuanto a la colocación de los Certificados, la Bolsa Mexicana de Valores en su reglamento interno establece los requisitos que necesitan las empresas fiduciarias para listar títulos fiduciarios.
El artículo 4.007.03 del reglamento Interno de la Bolsa Mexicana de Valores menciona que:
Las instituciones fiduciarias que pretendan listar títulos fiduciarios en la Sección VI del apartado de valores [CKDs] autorizados para cotizar en la Bolsa […] deberán cumplir como mínimo con lo siguiente:
1. Presentar un plan de negocio en el cual se incluyan los términos y condiciones en que se llevarán a cabo las inversiones en los proyectos o bien, las adquisiciones de títulos representativos de capital social de sociedades, así como el manejo de los activos fideicomitidos, acompañado de un calendario anual que detalle las fechas en que se espera se realizarán las inversiones, desinversiones y, en su caso, que señale las consecuencias en caso de incumplimiento.
2. Presentar un documento explicativo que contenga las características y los criterios de elegibilidad de las sociedades respecto de las cuales el fideicomiso invertirá o adquirirá títulos representativos de su capital social.
3. Dar a conocer a la Bolsa el plazo máximo para que el fideicomiso lleve a cabo las inversiones conforme al plan de negocios.
4. Que cuenten con los mecanismos de valuación de los títulos fiduciarios conforme a lo establecido por las Disposiciones aplicables.
5. Contar con reglas para la contratación de cualquier crédito o préstamo con cargo al patrimonio del fideicomiso, por el fideicomitente, administrador del patrimonio fideicomitido o a quien se le encomienden dichas funciones, o por el fiduciario, en términos de las Disposiciones aplicables.[18]

## Tipos de Certificados de Capital de Desarrollo
La reforma aprobada en agosto del 2009 para el Reglamento Interno de la Bolsa Mexicana de Valores contemplaba dos tipos de Certificados de Capital de Desarrollo:
- Certificados de Capital de Desarrollo tipo A: dedicados a la inversión en títulos representativos de capital o la adquisición de bienes o derechos sobre flujos de varias sociedades
- Certificados de Capital de Desarrollo Tipo B: dedicados a la inversión en títulos representativos de capital o a la adquisición de bienes o derechos sobre flujos de una sola sociedad.